# NK Šoštanj
Nogometni klub Šoštanj (tiếng Việt: Câu lạc bộ bóng đá Šoštanj), thường hay gọi NK Šoštanj hoặc đơn giản Šoštanj, là một câu lạc bộ bóng đá Slovenia đến từ Šoštanj, thi đấu ở MNZ Celje's Intercommunal League. Câu lạc bộ được thành lập năm 1920.

## Danh hiệu
- Giải bóng đá hạng ba quốc gia Slovenia: 1

2003-04
- Giải bóng đá hạng tư quốc gia Slovenia: 2

1995-96, 1996-97
- MNZ Celje Cup: 1

1997-98

## Lịch sử giải đấu kể từ năm 1991
| Mùa giải  | Giải vô địch                 | Thứ hạng                     |                              |
| --------- | ---------------------------- | ---------------------------- | ---------------------------- |
| 1991-93   | Không tham gia giải đấu nào. | Không tham gia giải đấu nào. | Không tham gia giải đấu nào. |
| 1993-94   | MNZ Celje (cấp độ 4)         | thứ 3                        |                              |
| 1994-95   | MNZ Celje (cấp độ 4)         | thứ 6                        |                              |
| 1995-96   | MNZ Celje (cấp độ 4)         | thứ 1                        |                              |
| 1996-97   | MNZ Celje (cấp độ 4)         | thứ 1                        |                              |
| 1997-98   | 3. SNL - Đông                | thứ 7                        |                              |
| 1998-99   | 3. SNL - Bắc                 | thứ 3                        |                              |
| 1999-2000 | 3. SNL - Bắc                 | thứ 5                        |                              |
| 2000-01   | 3. SNL - Bắc                 | thứ 2                        |                              |
| 2001-02   | 3. SNL - Bắc                 | thứ 9                        |                              |
| 2002-03   | 3. SNL - Bắc                 | thứ 3                        |                              |
| 2003-04   | 3. SNL - Bắc                 | thứ 1                        |                              |
| 2004-05   | 3. SNL - Đông                | thứ 13                       |                              |
| 2005-06   | Styrian League (cấp độ 4)    | thứ 2                        |                              |
| 2006-07   | Styrian League (cấp độ 4)    | thứ 5                        |                              |
| 2007-08   | Styrian League (cấp độ 4)    | thứ 5                        |                              |
| 2008-09   | Styrian League (cấp độ 4)    | thứ 11                       |                              |
| 2009-10   | Styrian League (cấp độ 4)    | thứ 5                        |                              |
| 2010-11   | Styrian League (cấp độ 4)    | thứ 2                        |                              |
| 2011-12   | Styrian League (cấp độ 4)    | thứ 8                        |                              |
| 2012-13   | Styrian League (cấp độ 4)    | thứ 2                        |                              |
| 2013-14   | Styrian League (cấp độ 4)    | thứ 12                       |                              |
| 2014-15   | MNZ Celje (cấp độ 4)         | thứ 6                        |                              |
| 2015-16   | MNZ Celje (cấp độ 4)         | thứ 2                        |                              |
| 2016-17   | MNZ Celje (cấp độ 4)         | thứ 3                        |                              |
| 2017-18   | Không tham gia giải đấu nào. | Không tham gia giải đấu nào. | Không tham gia giải đấu nào. |
| 2018-19   | MNZ Celje (cấp độ 4)         | thứ 5                        |                              |

1. ↑  Lost play-offs for Giải bóng đá hạng ba quốc gia Slovenia.
2. ↑  Won play-offs for Giải bóng đá hạng ba quốc gia Slovenia.
3. ↑  Won play-offs for 2. SNL but couldn't obtain a licence.
4. ↑  Styrian League discontinued. Transferred to MNZ Celje league.